# برايان كيني (ملحن)
برايان كيني (بالإنجليزية: Brian Keane)‏ هو ملحن أمريكي، ولد في 18 يناير 1953 في فيلادلفيا في الولايات المتحدة.

## وصلات خارجية
- الموقع الرسمي
- برايان كيني على موقع IMDb (الإنجليزية)
- برايان كيني على موقع ميوزك برينز (الإنجليزية)
- برايان كيني على موقع قاعدة بيانات برودواي على الإنترنت (الإنجليزية)
- برايان كيني على موقع أول ميوزيك (الإنجليزية)
- برايان كيني على موقع أول ميوزيك (الإنجليزية)
- برايان كيني على موقع ديسكوغز (الإنجليزية)
- برايان كيني على موقع قاعدة بيانات الفيلم (الإنجليزية)